# Convenio de Hospitalet
El Convenio de Hospitalet fue el convenio firmado en Hospitalet de Llobregat (Barcelona) el 22 de junio de 1713 entre el conde de Königsegg, representante del mariscal Starhemberg, jefe del ejército del archiduque Carlos de Austria, y el marqués de Ceva Grimaldi, representante del duque de Pópuli, jefe del ejército de Felipe V, que finalizaba las hostilidades de la guerra de sucesión española. El acuerdo se firmó de acuerdo a los principios fijados en la Convención para la evacuación de la Cataluña y el armisticio de Italia que estipulaba la evacuación de las tropas aliadas de Cataluña, Mallorca e Ibiza, así como la entrega de Barcelona, o de Tarragona a las tropas de Felipe V como garantía. El 14 de julio la ciudad de Tarragona capitulaba ante las tropas borbónicas dirigidas por Juan Francisco de Bette.